# Département Ithaque
Das Département Ithaque war ein ehemaliges französisches Département bestehend aus den Inseln Ithaka und Kefalonia und kleineren Nachbarinseln. mit der Hauptstadt Argostoli.

## Geschichte
Die zuvor unter der Herrschaft der Republik Venedig stehenden Ionischen Inseln kamen nach der Besetzung Venedigs durch napoleonische Truppen im Italienfeldzug 1797 in französischen Besitz. Im Frieden von Campo Formio vom am 17. Oktober 1797 erkannte Kaiser Franz II. den französischen Besitz der Inseln an. In einem in Mailand am 7. November 1797 erlassenen Dekret wurden die Inseln in drei Départements eingeteilt: Ithaque, Corcyre und Mer-Égée. Das Département Ithaque umfasste die Inseln Kefalonia, Lefkada (Santa Maura), Ithaka, Kalamos, Meganisi und Kastos, sowie die kleinen Küstenorte Preveza und Vonitsa (beide heute in Griechenland). Jedes der drei ionischen Départements wurde durch eine Commission départementale aus fünf Mitgliedern, der ein Commissaire du Gouvernement vorstand, administriert. Gouvernementskommissar von Ithaque wurde Pierre-Pomponne-Amédée Pocholle. Nach der Seeschlacht bei Abukir wurden die Ionischen Inseln von einer russisch-osmanischen Flotte nach längerer Belagerung eingenommen, was das Ende der französischen Herrschaft und des Départements bedeutete.